# Castillo de San Martín Sarroca
El Castillo de San Martín Sarroca, llamado también Castillo de los Santmartí, es un castillo del siglo X situado en la cima de la colina de la Roca, en San Martín Sarroca, en el Alto Panadés. Conjuntamente con la iglesia de Santa María forman el llamado Conjunto monumental de la Roca. Ambos edificios están catalogados como monumento histórico artístico de interés nacional y forman parte del museo municipal.

## Historia

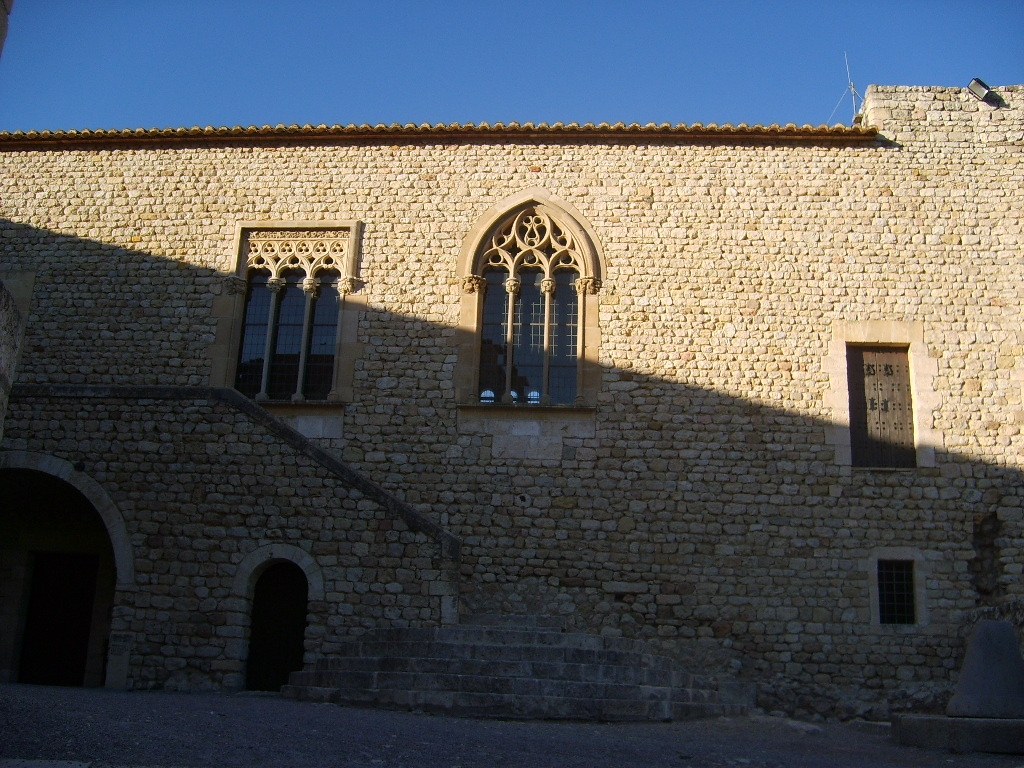
Fachada del castillo.

Posiblemente fue conquistado a los musulmanes por Galí de Santmartí, que fue nombrado gobernador de las fronteras del Penedès y vicario del castillo de Sant Martí Sarroca. Su hijo Guillermo, ya en el siglo XI, inició la ampliación del castillo. Guillermo se casó con Adelaida de la familia vizcondal de Barcelona. Al morir ésta y su hijo Bernardo, todo el patrimonio pasó a su hija Dispòsia, mujer de Mir Geribert de Olérdola. Fue reforzado como fortificación militar por Mir Geribert, autonombrado Príncipe de Olérdola, y emparentado con los Santmartí. En el año 1023, el castillo, "castro Sancti Martini", limitaba con el término de Castellví de la Marca. Mir Geribert murió el 1060, dejando como usufructuaria a su segunda mujer Guilla de Besora y legando los castillos de San Martín y de Olérdola a su hijo Gombau. El castillo fue heredado por Arnau Mir, que recibiría el apodo "de San Martín" y era el hermano menor de Gombau. Entre 1076 y 1082, Arnau Mir juró fidelidad al conde Ramón Berenguer II por los castillos de Olérdola y Eramprunyà, y fue gobernador del Panadés. En el siglo XII se construyó la iglesia del castillo, Santa María, después parroquial, sobre un edificio religioso anterior del siglo X, y en el castillo se hicieron altas murallas y se construyeron estancias nobles. Arnau fue sucedido por su hijo Jordán de Santmartí que reedificó parte del castillo y que a la vez fue sucedido por su hijo Guillermo.
Los Santmartí vivieron la época de máximo esplendor a principios del siglo XIII, cuando poseían también los castillos de Subirats, Olérdola, Eramprunyà, Falset y Móra. En el año 1247, el señor del castillo era Ferrer de Sant Martí, que lo constituyó en feudo.
A mediados del siglo XIII, con la extinción de la línea de los Santmartí, el castillo pasó por unión matrimonial a los Entenza. En el año 1339, era señor Berenguer de Vilaragut y en el año 1343 era señor Bernardo Guillermo de Entenza. Diez años más tarde el castillo era vendido a los señores de Font-rubí. En tiempos de Pedro el Ceremonioso (1360), perteneció a la Casa de Barcelona, y en el año 1376 era su señor el Infante Martín de Aragón, futuro rey Martín el Humano e hijo de la reina Leonor. En 1381 vendió el castillo y su término a Bernat de Fortiá, hermano de Sibila de Fortiá, cuarta mujer de Pedro el Ceremonioso. El ascenso de Sibila hasta convertirse en esposa del rey Pedro le causó muchas enemistades. Con el rey enfermo de muerte (1386-87), Sibila temió la represalia de sus hijastros Juan I y Martín, y de Violante de Bar, esposa del primero, y optó por abandonar la corte para ir a Sitges y después se refugió en el castillo de Sant Martí Sarroca. Estos ordenaron su persecución y consiguieron sitiarla en el mismo castillo. Sin resistencia, la reina viuda entregó a las fuerzas del Infante Martí y de la nueva pareja real el 7 de enero de 1387, y salvó su vida a cambio de retirarse de la corte.
Posteriormente el castillo pasó al linaje de los Cervelló, señores de Montagut y de Querol (después de La Llacuna), y fue heredado por Guerau de Rocabertí. Hacia el 1481, para pagar unas deudas, fue adquirido en subasta pública por la Pia Almoina de la Catedral de Barcelona, que tenía derechos desde el siglo anterior y que tuvo el mero y mixto imperio y que lo va a señorear hasta el 1837.
A principios del siglo XVIII el castillo volvió a tener uso militar durante la Guerra de Sucesión y fue uno de los últimos núcleos de resistencia a las tropas de Felipe V de España, junto con el Castillo de Cardona. Se rindió el 18 de septiembre de 1714, una semana después de que Barcelona y sus defensores fueron perseguidos hasta San Quintín de Mediona y muertos al ser encontrados allí. En 1782, el castillo volvió a fortificarse.
En 1831 aparece como señor el marqués de Dos Aguas. Con la desamortización se aceleró la degradación del edificio, que a menudo fue utilizado como proveedor de materiales para la construcción de nuevas casas del pueblo. Durante la Primera Guerra Carlista (1833-1840) y la guerra civil de 1872 el pueblo fue fortificado y la iglesia destinada a cuartel, maltratada y profanada y el castillo fue incendiado y quedó convertido en un montón de ruinas. En el año 1933, sus piedras sirvieron para construir el puente de Can Rabell. La decadencia del castillo continuó hasta mediados del siglo XX, cuando una iniciativa popular promovió la rehabilitación del conjunto. En 1963 Pepet Teixidor y Luis Pujadó iniciaron la reconstrucción del castillo bajo la dirección del Servicio de Conservación de Monumentos de la Diputación de Barcelona.
Se ha derribado una parte del Castillo para recuperar una de las fachadas. De la estructura del castillo se ha reedificado la parte formada por las estancias nobles, que forman un patio interior con forma trapezoidal. En la planta baja están las Cuadras, sala que mantiene la estructura original del siglo XI. Las antiguas cocinas del castillo ocupan tres salas de la planta baja. La sala gótica evoca el antiguo comedor, originariamente románico. La sala de poniente está restaurada en estilo renacimiento. En el ala sur, la primera planta antiguamente alojaba las habitaciones o dormitorios y las ventanas conservan asientos festejadores. En la planta baja está la antigua bodega de vino, de estilo románico.

## Museo
El castillo acoge actualmente varias colecciones arqueológicas y etnológicas. En las salas de la Cocina, destaca un monumento funerario ibérico (siglos III-II aC), conocido como Venus del Panadés, una cabeza de mujer de piedra (siglo I a. C.), y unas lápidas sepulcral romana. Hay que mencionar una sopera morisca de cerámica de Manises del siglo XIV, decorada por fuera y por dentro, pieza considerada única, que fue encontrada durante la restauración de la iglesia hecha en 1906. También se puede ver una tabla llamada "El Caballero León", de técnica de grisalla renacentista.
Desde el año 1988 incluye una colección de herramientas del campo, fruto de donaciones de familias del pueblo, expuestas en las antiguas cuadras del recinto.